# Нічні небеса
«Нічні небеса» (англ. Night Skies) — американський фантастичний фільм жахів 2007 р. режисера Роя Кніріма. Прем'єра відбулася 23 січня, заснований на реальних подіях, коли в пустелі штату Аризона тисячі очевидців спостерігали одне з найбільших НЛО явищ за всю історію спостережень.

## Сюжет
Двоє хлопців і три дівчини направляються на автомобілі в Лас-Вегас. Для того, щоб швидше дістатися до пункту призначення, компанія звертає з шосе на невідому дорогу. Незабаром героїв починають супроводжувати вогні в небі, які спочатку не помічалися. Однак, незабаром увага всіх персонажів прикута саме до вогнів, а не до дороги, що стало причиною зіткнення автомобіля з деревом.
У результаті аварії один з хлопців невдало впав на ніж, це стало причиною важкої травми. Автомобіль не бажає заводитися, все це послужило запалом для наростання психічної обстановки між самими героями: відбуваються скандали, невеликі бійки, лайки тощо. Однак, це ще не все, в лісі, розташованому біля дороги, рухається щось людиноподібне. У цей час Річард і Метт відправляються на пошуки допомоги, слідуючи напрямкові лінії електропередач. Але незабаром до основної групи повертається один Річард із закривавленими руками і в стані панічного жаху починає засмикувати фіранки автомобільного будиночка.

## Ролі
- Джейсон Коннері — Річард
- Ей Джей Кук — Лілі
- Джордж Стултс — Метт
- Ешлі Пелдон — Моллі
- Джозеф Сікора — Джо
- Гвендолін Ео — Джун
- Майкл Дорн — Кайл

## Виробництво
Зйомки проходили з 10 травня по 10 червня 2005 р. За словами представника Ring Leader Studios, у фільмі використали приблизно 200 спецефектів.

### Художні особливості
Сюжет відбувається у мінімальній кількості локацій: всередині автомобільного будиночка і салону автомобіля, в лісі, на території біля автомобіля: ближче до фіналу персонажі переміщаються в покинутий будинок. Основна напруга і атмосфера створюються не комп'ютерними ефектами (хоча присутні і вони) і демонстрацією насильства (якого практично у фільмі немає), а класичними способами залякування: особливе освітлення, туман, шурхіт кущів і відчуття присутності когось ще (крім самих героїв), розгортання дій фільму на тлі загальної безлюдності.

## Критика
Рейтинг на IMDb — 4,7/10, КиноПоиск.ru — 4,5/10.

## Цікаві факти
- Мобільні телефони були ще дещо незвичним у 1997 році, і модель, використовувана у фільмі, набагато новіша, ніж ті, що були на той момент.